# Slangenpas
De Slangenpas (Engels: Serpent's Pass) is een locatie in de animatieserie Avatar: De Legende van Aang.
De Slangenpas is een smalle landengte tussen twee grote meren die de zuidelijke en de noordelijke delen van het Aarderijk met elkaar verbinden. Over deze pas loopt een van de weinige directe routes die naar de hoofdstad Ba Sing Se leiden.  De pas dankt zijn naam aan de enorme zeeslang die de pas bewaakt en iedereen aanvalt die in zijn territorium komt. Weinig mensen overleven dan ook de oversteek en maken liever gebruik van de oeververen die vanuit de Volle Maanbaai vertrekken.

## Scène inReis naar Ba Sing Se Deel 1: De Slangenpas
In Reis naar Ba Sing Se Deel 1: De Slangenpas reizen Aang, Toph, Katara, Sokka en Suki echter toch via de Slangenpas, ondanks dat zij tickets voor de oversteek naar Ba Sing Se hebben bemachtigd. Dit nadat zij van de groep met wie zij eerder reisden te horen krijgen dat hun bezittingen, waaronder hun paspoorten, gestolen zijn.
In deze groep bevindt zich ook een hoogzwangere vrouw die op het punt staat elk moment te bevallen. Aang en de rest besluiten, nadat ze geprobeerd hebben voor hen alsnog een ticket te krijgen voor de oversteek met de veren, om hun door de Slangenpas te begeleiden. Halverwege de pas komen zij tot de conclusie dat de pas deels onder water loopt. Om toch over te kunnen steken, watersturen Aang en Katara het water om de groep uit de weg waardoor zij zonder te verdrinken hun weg over de bodem de Slangenpas kunnen vervolgen.
Halverwege worden zij echter opgeschrikt door de zeeslang die hun aanvalt. Toph brengt de groep naar de oppervlakte door het vormen van een eiland door middel van haar aardsturing. Aang leidt inmiddels de zeeslang af en Katara maakt een veilige oversteek vanaf het eiland door het oppervlak van het meer te veranderen in ijs. Uiteindelijk weet iedereen de overkant te halen en laten ze het monster achter zich. Als ze de pas achter zich hebben gelaten, begint bij de zwangere vrouw de ontsluiting en geeft zij na de hulp van het team geboorte aan een dochter die zij Hoop noemen. Daarna vervolgen ze allen hun reis naar Ba Sing Se.

## Trivia
- Aan het begin van de Slangenpas staat op het toegangsbord "絕望", wat wordt vertaald als "Laat alle hoop varen". Dit kan verwijzen naar een soortgelijke tekst uit het epos De goddelijke komedie.